# Ferdinand Bissing
Ferdinand Bissing (* 1. März 1832 in Heidelberg; † 28. August 1912 in Freiburg im Breisgau) war ein badischer Historiker, Journalist und Politiker.

## Leben
Ferdinand Bissing studierte Rechtswissenschaft, Philosophie sowie Geschichte und promovierte zum Dr. phil. Er war Privatdozent für Geschichte an der Universität Heidelberg und Führer der katholischen Partei in Baden. Er erlangte Bekanntheit durch seine ausgedehnte journalistische Tätigkeit und als Redner in Parteiversammlungen.
Von 1868 bis 1870 gehörte er als Abgeordneter des Wahlkreises Baden 14 (Adelsheim, Boxberg, Tauberbischofsheim, Wertheim) dem Zollparlament an. Zudem gehörte er von 1869 bis 1870 auch der Zweiten Kammer der Badischen Ständeversammlung als Abgeordneter des 40. Ämterwahlbezirks (Tauberbischofsheim) an.

## Schriften
- Athen und die Politik seiner Staatsmänner von der Niederlage der Perser bis zu dem Waffenstillstande des Perikles (479–445 v. Chr.). Diss. Heidelberg 1862 (online bei HathiTrust).
- Frankreich unter Ludwig XVI. Herder, Freiburg 1872 (online bei HathiTrust).